# 斯捷帕尼夫卡 (波爾塔瓦區)
49°37′43″N 34°49′26″E / 49.62861°N 34.82389°E
斯捷帕尼夫卡（烏克蘭語：Степанівка），是烏克蘭的村落，位於該國中部波爾塔瓦州，由波爾塔瓦區負責管轄，處於科洛馬克河左岸，海拔高度95米，2001年人口179。